# Цефей (съзвездие)
Цефей е северно съзвездие, изобразяващо цар Цефей от древногръцката митология. То е едно от 88-те съвременни съзвездия, а също така е и едно от 48-те съзвездия, описани от Птолемей.

## Видими особености
Гама Цефей (γ Cep) е двойна звезда, отдалечена на около 50 светлинни години от Земята. Системата се състои от оранжев субгигант и червено джудже. Поради прецесията на земната ос, Гама Цефей ще бъде полярна звезда между 3000 и 5200 г. сл. Хр., като ще бъде най-близо до северния небесен полюс около 4000 г. В орбита около главната компонента на звездата обикаля една планета.
Делта Цефей (δ Cep) е първоначалният модел на цефеидните променливи звезди. Фактът, че тя е променлива е установен от Джон Гудрике през 1784 г. Тя варира между 3,5m и 4,3m и периодът на изменение на блясъка е строго постоянен и е равен на 5,366341 денонощия.
В съзвездието, видими с просто око, са три червени свръхгиганти. Мю Цефей (μ Cep) има тъмно червен цвят и варира между 3,5m и 5,1m с период около 730 дни. Звездата има радиус от около 11,8 AU. Ако се постави на мястото на Слънцето, повърхността ѝ би достигнала до орбитата на Сатурн. Подобно на μ Cep, VV Цефей също е променлива, варираща между 4,8m и 5,4m с период около 20 години. Третият свръхгигант е HR 8164, чиято видима звездна величина е 5,66m. Тези три звезди са сред най-големите, известни към настоящия момент, звезди.
Крюгер 60 е двойна звезда от 10-а звездна величина, състояща се от две червени джуджета. Звездната система е една от най-близките до Земята, отстояща само на 13 светлинни години.

## Обекти от дълбокия космос
NGC 188 е Разсеян звезден куп, който е известен като най-близкият до северния небесен полюс, както и като един от най-старите познати разсеяни купове. NGC 6946 е спирална галактика, в която са наблюдавани 8 свръхнови – повече, отколкото в която и да е друга галактика. Мъглявината NGC 7538 е дом на най-голямата открита протозвезда.

## Митология
Ако се вземат под внимание и бледите звезди, видими с просто око, Цефей прилича на мъж, носещ корона (обърнат с главата надолу спрямо еклиптиката). Разположените наблизо съзвездия Андромеда, Персей, Касиопея, вероятно Пегас и разположеното под Цефей съзвездие Кит вероятно стоят в основата на мита за гордостта на Касиопея.